# Coanwood
 (février 2024).
Coanwood est un village du Northumberland, en Angleterre.